# استاد ثاني بن جاسم
ملعب الغرافة هو ملعب متعدد الاستخدام يقع في منطقة الغرافة بالقرب من مدينة الدوحة عاصمة قطر . غالبا ما تلعب عليه مباريات كرة القدم . يسع الملعب لجلوس 25 ألف متفرج . يعتبر الملعب الرسمي الذي يخوض فيه نادي الغرافة مبارياته . تم افتتاح الملعب في سنة 2003 ، وتوجد قاعة رياضية على أعلى مستوى بجوار الاستاد تقام عليها منافسات مختلفة من كرة اليد والسلة .. ألخ